# 壹百滿天原莎樂美
壹百滿天原莎樂美（日语：／），暱稱莎乐美小姐 ，隸屬彩虹社的虛擬YouTuber。她的特点是說話帶有「DESUWA」（ですわ）等大小姐語氣（お嬢様言葉），同时使用大量具有网络俚语和御宅知识的词语。2022年5月24日首次直播，14天后的6月7日，成為历史上最快達成100万YouTube订阅人数的虛擬YouTuber(現已被虛擬Youtuber Sameko Saba超越）。同月20日以132萬訂閱數正式超越葛葉登上彩虹社最高訂閱。

## 外部連結
- 官方网站（日語）
- YouTube上的 / Hyakumantenbara Salome頻道
- 壹百滿天原莎樂美的X（前Twitter）